# 女人香 (1992年電影)
《女人香》（英語：Scent of a Woman）是一部於1992年上映的美国电影。電影敘述了一名私立高中的學生，為一位脾氣暴躁的眼盲退休軍官擔任助手。由艾爾·帕西諾、克里斯·奥唐纳（Chris O'Donnell）、詹姆斯·瑞布霍恩（James Rebhorn）、菲利普·西摩·霍夫曼以及賈布瑞·安瓦爾主演。其中艾爾·帕西諾在多次與奧斯卡金像獎失之交臂後，終於憑藉著此片中傑出演出奪得第65屆奧斯卡最佳男主角獎。
《女人香》翻拍自1974年迪諾·萊希（Dino Risi）的同名電影《女人香》，該片並是片中演員維托力歐·蓋斯曼（Vittorio Gassman）的巔峰之作。而本次的版本除艾爾·帕西諾夺得奥斯卡最佳男主角奖外，影片还获得最佳导演奖、最佳影片奖和最佳改编剧本奖三项奥斯卡提名，以及赢得金球奖最佳剧情片、最佳剧本和最佳男主角。義大利版敘述受傷的軍事硬漢不須被保守觀念所困，應接受女性和年輕人的幫助，美國版則加上勉勵念私立貴族名校的窮學生，不應為了進入上層社會被老師或同學收買。

## 情节简介
家境贫穷的查理在私人贵族学校博顿中学读书，为了賺圣诞节返家的钱，他找了一份在感恩节期間照顾退役中校的工作。学校名声悠久，以正直高尚为校训，然而最近出了大丑闻：有几个富家子弟恶意作弄了校长，碰巧目睹现场的查理和另外一名学生乔治（菲利普·西摩·霍夫曼）于是被校长请去，威逼利诱要求供出罪犯。查理出于义气坚决不愿出卖朋友，悻悻然的校长于是令其在感恩节期间做出最终决定，如果坚持不作证，不仅会取消奖学金，更可能直接退學，而如果作证将会获得入学哈佛大学的推荐提名，令查理陷入极大的苦恼中。
双目几乎失明的美國陸軍退役中校弗兰克·斯雷德则对人生心灰意冷，與家人疏遠，日以撥打色情電話為樂。目前唯一的计划是去纽约彻底享受一番然后自杀了结一切，他带着查理来到纽约，极尽奢侈的享受生活。其间，他几次感觉再无遗憾而准备自杀，查理都拼命劝止，两个身份天壤之别的人，在这段生死之间的路程中拉近了心灵的距离。在与查理的交流中，中校逐渐仿佛重新找到了自己的存在价值，感受到自己优秀的天赋和生活的乐趣，而查理在同情和极力挽救对方的同时也得到了战胜自我的勇气，坚定了自己的信念。中校的自杀计划一再被拖延，直到最后一天，他彻底下定决心支开查理，但却被察觉，在最后的交锋中，终于两人站在一起战胜了心灵的阴暗，中校被感动而改变了念头，两人乘车返回。
回到学校的查理，坦然地决定，宁可抛弃前途也不会违背自己的良心，而乔治却准备利用自己父亲的关系蒙混过关。校长召开师生大会审判丑闻事件，会上乔治狡猾地推托说自己视力不好以逃避责任，其父也不断包庇为其遮掩，而孤身一人的查理坚守立场准备接受处分。关键时刻中校赶到会议现场以查理监护人身份出席，并发表了一篇极富激情和说服力的演讲。中校指出學生答應替同學保密的誠信人格比說出搗蛋者來換取校長推薦信更為重要，赢得满堂喝彩，学校风纪会也被其打动，最后查理终于因此得到了宽大不罰的處理，和中校一样，两人将重新开始享受充满光明的未来。

## 主要人物
弗蘭克·斯雷德（阿爾·柏仙奴），退役陆军中校，一个经历过战火洗礼的战争英雄，善于雄辩，并对女人有超出常人的了解。他曾有多次机会升为将军，但都被错过。在一次意外事故中不幸双眼失明后，退役在家的中校整天无所事事以打色情电话消磨时间，并一度有自杀的念头。长时间的失明使得中校的嗅觉和听觉变得十分灵敏，他可以凭着女人的体香，说出香水的牌子，还能描绘出对方的外形，甚至头发、眼睛及嘴唇等细节。
查理·西姆斯（克里斯·奥唐纳）：家境贫穷的查理正直而且富有同情心，靠奖学金在一所高级贵族中学勤奋读书，因为在打工中负责照顾退役中校而认识了对方。最近他在学校里卷入了一场事件，不得不在诚信和个人的前途之间做出痛苦的选择。而同时，他照顾的对象——中校正在计划最后的疯狂旅行和自杀。

## 電影花絮
- 阿爾·柏仙奴在一所盲人学校里准备这个角色。
- 在影片中为查理辩护的一段演讲成为艾尔·帕西诺的一段经典台词。
- 在影片中被垃圾箱絆倒的镜头不是事先计划好的。而是因長時間保持視線失焦以飾演盲人，導致真的對眼前的垃圾箱距離判斷失誤。
- 《女人香》中有一段著名的探戈場景，採用卡洛斯·葛戴爾所作的《一步之差》。

## 電影票房
《女人香》在美国本土收益为6300万美元，海外收益为7100万美元。